# Grisana praetiosa
Grisana praetiosa är en fjärilsart som beskrevs av Köhler 1952. Grisana praetiosa ingår i släktet Grisana och familjen nattflyn. Inga underarter finns listade i Catalogue of Life.